# Magnia Úrbica
Magnia Úrbica, esposa del emperador romano Carino. Se le concedió el título honorífico de Senatus Augusta, y castrorum Mater, AC patriae, Madre de los cuarteles (ejércitos), el Senado y la Patria. 
Se supone tuvo un único hijo, Marco Aurelio Nigriniano.